# 지엄 (조선)
지엄(知嚴: 1464~1534)은 조선의 승려이다. 호는 야로, 본관은 부안이며 속성은 송 씨이다.
1491년 성종 때 여진족의 침입에 맞서 싸워 크게 이겼다. 그 후 계룡산으로 들어가 조계 대사 밑에서 불도를 닦았다. 연희, 정심에게서 교리를 배운 후, 지리산으로 들어가 더욱더 불도를 닦고 연구하였다. 제자들에게 대승경론을 강의하였으며, 1534년에 지리산 수국암에서 《법화경》을 강의하다가 입적하였다.
저서로는 《벽송집》, 《가송잡서》 등이 있다.

## 참고 문헌
- 이 문서에는 다음커뮤니케이션(현 카카오)에서 GFDL 또는 CC-SA 라이선스로 배포한 글로벌 세계대백과사전의 내용을 기초로 작성된 글이 포함되어 있습니다.